# میخکل ریم
میخکل ریم (استونیایی: Mihkel Räim؛ زادهٔ ۳ ژوئیهٔ ۱۹۹۳ ‏(۳۱ سال)) دوچرخه‌سوار اهل استونی است.
از باشگاه‌هایی که در آن بازی کرده‌است می‌توان به تیم دوچرخه‌سواری آکادمی اسرائیل اشاره کرد.